# Paul Hunter (snooker)
Pour les articles homonymes, voir Paul Hunter.
Paul Alan Hunter est un joueur professionnel anglais de snooker né le 14 octobre 1978 à Leeds et mort le 9 octobre 2006 à Huddersfield. Sa carrière est principalement marquée par trois titres de Masters, en 2001, 2002 et 2004.

## Carrière

### Débuts (1995-1996)
Paul Hunter a passé son enfance à Leeds et intègre le circuit professionnel dès juillet 1995, à l'âge de 16 ans. Quatre mois plus tard, Hunter fit sensation dans le championnat du Royaume-Uni en battant le 6e joueur mondial, Alan McManus. Il devint le plus jeune joueur à atteindre les demi-finales de l'Open du pays de Galles en 1996, à l'âge de 17 ans et 3 mois. La même année, il accéda aux quarts de finale du championnat du Royaume-Uni en battant Willie Thorne 9-0, James Wattana 9-5 et Terry Murphy 9-7 avant d'échouer face à Stephen Hendry 9-5.

### Point culminant (1998-2003)
Hunter remporta son premier titre de classement en 1998, lors de l'Open du pays de Galles, s'imposant contre John Higgins en finale (9-5), titre qu'il glana à nouveau en 2002 face à Ken Doherty (9-7). Toujours en 1998, Hunter rejoignit la demi-finale au championnat du Royaume-Uni pour l'unique fois de sa carrière.
Il savoura le meilleur moment de sa carrière au Masters 2001, remportant le titre face à Fergal O'Brien (10-9), titre qu'il s'adjugea à nouveau en 2002 et 2004, face à Mark Williams et Ronnie O'Sullivan,.C'est en hommage et en souvenir de ces trois victoires que le trophée remis au vainqueur du Masters s'appelle désormais le "Paul Hunter Trophy".  
Lors de la saison 2002-2003, Hunter pris sa chance lors de l'Open de Grande-Bretagne qu'il gagna contre Ian McCulloch (9-4). Il atteignit aussi la demi-finale du championnat du monde pour la seule fois de sa carrière, s'imposant notamment contre le champion en titre Peter Ebdon (13-12). Il fut finalement battu par Ken Doherty (17-16).

### Dernières saisons et dernier match
Hunter culmina à son meilleur classement après la saison 2003-2004 et disputa son dernier match professionnel en avril 2006, face à Neil Robertson et s'inclina sur le score de 10 à 5.

## Mort
Paul Hunter est mort des suites d'un cancer le 9 octobre 2006, cinq jours avant son 28e anniversaire, à l'hôpital de Huddersfield en Angleterre.

## Palmarès
| Légende | Catégorie                      | Titres                         | Finales                        |
|         | Tournois classés               | 3                              | 2                              |
|         | Tournois non classés           | 3                              | 0                              |
|         | Tournois pro-am                | 1                              | 0                              |
| Gras    | Tournois de la triple couronne | Tournois de la triple couronne | Tournois de la triple couronne |

### Titres
| Saison    | Nom du tournoi             | Lieu    | Finaliste         | Score | Tableau |
| 1997-1998 | Open du pays de Galles     | Newport | John Higgins      | 9-5   | Tableau |
| 2000-2001 | Masters                    | Londres | Fergal O'Brien    | 10-9  | Tableau |
| 2001-2002 | Open du pays de Galles (2) | Cardiff | Ken Doherty       | 9-7   | Tableau |
| 2001-2002 | Masters (2)                | Londres | Mark Williams     | 10-9  | Tableau |
| 2002-2003 | Open de Grande-Bretagne    | Telford | Ian McCulloch     | 9-4   | Tableau |
| 2003-2004 | Masters (3)                | Londres | Ronnie O'Sullivan | 10-9  | Tableau |
| 2004-2005 | Grand Prix de Fürth        | Fürth   | Matthew Stevens   | 4-2   | Tableau |

### Finales perdues
| Saison    | Nom du tournoi          | Lieu    | Finaliste   | Score | Tableau |
| 2000-2001 | Open du pays de Galles  | Cardiff | Ken Doherty | 2-9   | Tableau |
| 2003-2004 | Championnat des joueurs | Glasgow | Jimmy White | 7-9   | Tableau |

## Référence
1. ↑  « snooker.org: Regal Welsh Open 1998 », sur www.snooker.org (consulté le 14 avril 2022)
2. ↑  « snooker.org: Regal Welsh Open 2002 », sur www.snooker.org (consulté le 14 avril 2022)
3. ↑  (en-GB) « Dream come true for Master Hunter », BBC Sport,‎ 12 février 2001 (lire en ligne, consulté le 14 avril 2022)
4. ↑  (en) « Snooker: Hunter repeats final feat », sur The Independent, 11 février 2002 (consulté le 14 avril 2022)
5. ↑  (en-GB) « Hunter claims Masters epic », BBC Sport,‎ 9 février 2004 (lire en ligne, consulté le 14 avril 2022)
6. ↑  « WWW Snooker: British Open 2002 », sur www.snooker.org (consulté le 14 avril 2022)
7. ↑  (en-GB) « Hunter edges out Ebdon », BBC Sport,‎ 1er mai 2003 (lire en ligne, consulté le 14 avril 2022)
8. ↑  (en-GB) « Doherty wins Crucible epic », BBC Sport,‎ 3 mai 2003 (lire en ligne, consulté le 14 avril 2022)
9. ↑  (en-GB) « Hunter admits to playing in pain », BBC Sport,‎ 17 avril 2006 (lire en ligne, consulté le 14 avril 2022)
10. ↑  (en) Hunter loses battle with cancer
11. ↑  Championnat du monde, championnat du Royaume-Uni et Masters